# کوه کورک
کوه کورک (به عربی: جبل کورک) یک کوه در عراق است که در Soran District, Erbil Province واقع شده‌است. کوه کورک ۲٬۱۲۷ متر بالاتر از سطح دریا واقع شده‌است.